# Seregi László (táncművész)
Seregi László (eredeti neve: Stern László) (Budapest, 1929. december 12. – Budapest, 2012. május 11) Kossuth-díjas magyar táncművész, koreográfus, a Halhatatlanok Társulatának örökös tagja. A 20. századi magyar balett történetének egyik legkiválóbb, külföldön is legelismertebb alkotója. Gyermekei kezdeményezésére a Magyar Állami Operaház díjat nevezett el róla.

## Életpályája
Szülei Széplaki (Stern) Ferenc és Kerekes (Kohn) Margit voltak. Grafikusnak készült az Iparművészeti Főiskolán (1945–1949), de tanulmányait anyagi okokból nem tudta folytatni. Komolyabb előképzettség nélkül, felnőttként sikerrel felvételizett 1949-ben a Honvéd Művészegyüttesbe. Már e néptáncegyüttesben megmutatkozott koreográfusi tehetsége, amikor 1953-ban elkészítette a Reggel a táborban című humoros táncjelenetét, melyet az együttes évtizedekig műsoron tartott. Itt balettet is tanult, Nádasi Marcellától. 1957-től már az operaház balettegyüttesében táncolt, ahol Carl Millöcker A koldusdiák című operettjéhez készített balettbetéttel tűnt fel, majd más hasonló munkák után bízták meg 1968-ban első egész estés táncdrámája elkészítésével, a Spartacusszal. Hasonlóan nagy nemzetközi sikert ért el a Bartók-balettekkel, A fából faragott királyfi és A csodálatos mandarin új megformálásával (1970).
Képzőművészeti előképzettségét is kamatoztatva dolgozta fel Csontváry Kosztka Tivadar látványvilágát A cédrusban, amerikai tanulmányútja hatására pedig több Bernstein-műre is készített koreográfiát. Utolsó alkotói periódusában Shakespeare-művek táncadaptációit (Rómeó és Júlia, Szentivánéji álom, A makrancos Kata) vitte színre, hagyományosabb, realisztikus stílusban, egyéni humorral. Mindezzel Harangozó Gyula követőjének is tekinthető. Műveit folyamatosan játsszák a világ számos városában (pl. Dortmund, Moszkva, Róma, Prága, Bordeaux, Edinburgh, Köln, Szentpétervár, Kijev, Berlin, Monte-Carlo, Bécs, Salzburg, Párizs, Torino, London Zürich, Düsseldorf, Sydney). Állandó asszisztense Kaszás Ildikó.
1977-től 1984-ig az Operaház balettigazgatója, 1993-tól örökös tagja volt. Lőrinc György utódaként az őáltala kialakított, nyitott műsorpolitikát folytatta.

## Színházi munkái
A Színházi Adattárban regisztrált bemutatóinak száma: táncosként: 11; koreográfusként: 40, rendezőként: 162.

### Táncosként
- Kipphardt: Shakespeare kerestetik - Fridolin
- Móricz Zsigmond: Nem élhetek muzsikaszó nélkül - Viktor
- Fényes Szabolcs: Maya - Dixi
- Sztravinszkij: A katona története - a katona
- Hacsaturjan: Gajane - Lezginka
- Weiner Leó: Csongor és Tünde - Berregh
- Szabó Ferenc: Ludas Matyi - második komédiás
- Beaumarchais: A sevillai borbély - Figaro
- Milhaud: Francia saláta - Coviello
- Miller: Édes fiaim - Chris Keller

### Koreográfusként
- Szolovjov-Vitkovics: Csendháborító (1959)
- Csehov: Cseresznyéskert (1960)
- William Shakespeare: Vízkereszt, vagy amit akartok (1960)
- Gozzi: Turandot hercegnő (1961)
- Ránki György: Hölgyválasz (1961)
- Carl Millöcker: A koldusdiák (1962)
- Rossini: Tell Vilmos (1963)
- Kosma: Elektronikus szerelem (1963)
- Orff: Az okos lány (1964)
- Kodály Zoltán: Székelyfonó (1965, 1972, 1976, 1982, 1998)
- Gounod: Faust (1966, 1974, 1978)
- Wagner: Tannhäuser (1967, 1970)
- Strauss: A denevér (1967)
- Rimszkij-Korszakov: Az aranykakas (1968)
- Gershwin: Porgy és Bess (1970, 1973, 1981)
- Kacsoh-Kenessey: János vitéz (1971)
- Bartók Béla: A kékszakállú herceg vára (1976)
- Durkó Zsolt: Mózes (1977)
- Mozart: Don Giovanni (1982)
- Wagner: Parsifal (1983)
- Andrew Lloyd Webber: Macskák (1983, 1990-1991, 1993)
- Prokofjev: Eljegyzés a kolostorban (1983)
- William Shakespeare: Téli rege (1992)
- Gershwin: Bolondulok érted (1995)
- Bart: Oliver! (1997)
- Andrew Lloyd Webber: Az operaház fantomja (2003)

## Balettek
- Aram Hacsaturján: Spartacus (1968)
- Bartók Béla: A fából faragott királyfi (1970, 1981)
- Bartók Béla: A csodálatos mandarin (1970, 1981)
- Léo Delibes: Sylvia (1972)
- Hidas Frigyes: A cédrus (1975)
- Paul Hindemith: Kamarazene No. 1. (1977)
- Leonard Bernstein: Szerenád (1977)
- Leonard Bernstein: A városban (1977)
- Dohnányi Ernő: Változatok egy gyermekdalra (1978)
- Johann Sebastian Bach: Air (1978)
- Szergej Szergejevics Prokofjev: Rómeó és Júlia (1985)
- Felix Mendelssohn: Szentivánéji álom (1989)
- Goldmark Károly – Hidas Frigyes: A makrancos Kata (1994)
- Sas József: Kisebbségi balett (1999)

## Táncbetétek musicalekhez
- Jerry Herman: Hello, Dolly (1998, Bécs)

## Díjai, kitüntetései
- Erkel Ferenc-díj (1969)
- Érdemes művész (1972)
- SZOT-díj (1975)
- Nagy Osztrák Érdemkereszt (1976)
- Kiváló művész (1978)
- Kossuth-díj (1980)
- A Magyar Népköztársaság Babérkoszorúkkal ékesített Zászlórendje (1989)
- Budapestért díj (1993)
- Pro Urbe Budapest díj (1997)
- Örökös tag a Halhatatlanok Társulatában (1999)
- A Magyar Állami Operaház Mesterművésze (2003)
- A Magyar Táncművészek Szövetségének életműdíja (2003)
- A Magyar Köztársasági Érdemrend középkeresztje a csillaggal (2004)
- Hazám-díj (2005)
- Prima Primissima díj (2005)
- Gundel művészeti díj (2009)